# Rodolfo Agostini
Rodolfo Ademaro Agostini (Viareggio, 29 luglio 1916 – Firenze, 30 dicembre 1975) è stato un calciatore e allenatore di calcio italiano, di ruolo portiere.

## Carriera

### Calciatore
Formatosi nel Viareggio, esordì nella Prima Divisione 1933-1934 nell'allora Angelo Belloni di Massa (che retrocedette al termine della stagione) facendo segnare tre presenze. L'anno seguente tornò al suo club di formazione, per poi lasciarlo la stagione seguente a favore dell'Anconitana: nel 1936-1937 militò invece nello Spezia, al tempo in Serie B, dove giocò 16 partite e contribuì al quarto posto finale della squadra ligure. Il passaggio allo Spezia fu orchestrato dal Genova 1893, in modo da poter successivamente prelevare il giocatore con un minore esborso di denaro.
Venne quindi ceduto al neopromosso Livorno, squadra con la quale esordì in Serie A il 26 settembre 1937, nella sconfitta casalinga contro il Liguria per 2 a 3. La squadra raggiunse a fine campionato l'undicesima posizione, con Agostini che marcò 14 presenze nella massima serie. Nel 1938-1939 passò al Genova 1893, ed esordì in campionato nella prima giornata, nella sconfitta casalinga per 2 a 3 contro il Bologna il 18 settembre 1938. Giocò però solo le prime quattro gare, prima di essere sostituito da Lino Fregosi che mantenne il posto da titolare in campionato fino al termine della stagione.
Con i Grifoni disputò anche la Coppa dell'Europa Centrale 1938, scendendo in campo in tutte e sei gli incontri disputati dai rossoblu e raggiungendo le semifinali della competizione, dove Agostini ed i suoi furono eliminati dallo Slavia Praga: fondamentale fu la sconfitta per 0-4 nella gara di ritorno, giocata nella capitale cecoslovacca, il 1º agosto 1938, nella quale il portiere viareggino si rese protagonista di una prestazione non esaltante.
Nel 1939-1940 tornò al Livorno, nel quale fece registrare 24 presenze contribuendo alla promozione degli amaranto in Serie A: nella stagione successiva marcò 9 ulteriori presenze nella massima serie con i toscani che terminarono poco sopra la zona retrocessione.
Terminata l'esperienza con i labronici, tornò in Liguria giocando una stagione con il Savona in Serie B (18 presenze), mentre nel 1942-1943 militò in Serie A nel Liguria (9 gare disputate), retrocessa a fine campionato.
Al termine della Seconda guerra mondiale, giocò un'ulteriore stagione nel 1948 in Serie C nella Monsummanese (che al termine dell'anno retrocedette) prima di ritirarsi dal calcio giocato.

### Allenatore
Allenò il Teramo in due periodi distinti: dal 1951 al 1954 (in Prima Divisione e in Promozione) e dal 1963 al 1965 (in Prima Categoria nella prima stagione e in Serie D l'anno successivo). Nel campionato di Serie D 1961-1962 subentra a Giuliano Grandi sulla panchina del Poggibonsi.

## Palmarès

### Giocatore

#### Competizioni nazionali
- Prima Divisione: 1

Viareggio: 1932-1933

### Allenatore

#### Competizioni regionali
- Prima Divisione: 1

Teramo: 1951-1952
- Prima Categoria: 1

Teramo: 1963-1964